# 100 film italiani da salvare

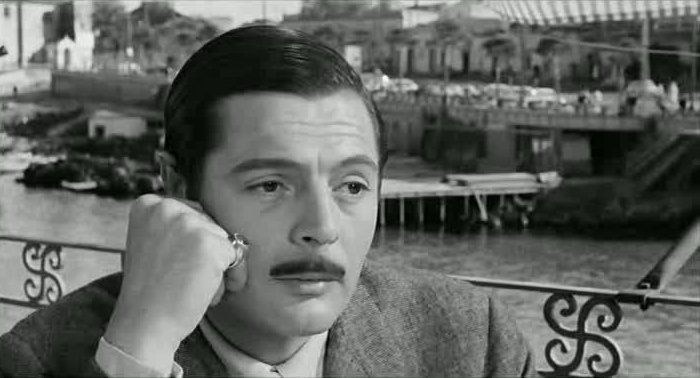
Marcello Mastroianni in Divorzio all'italiana (1961)

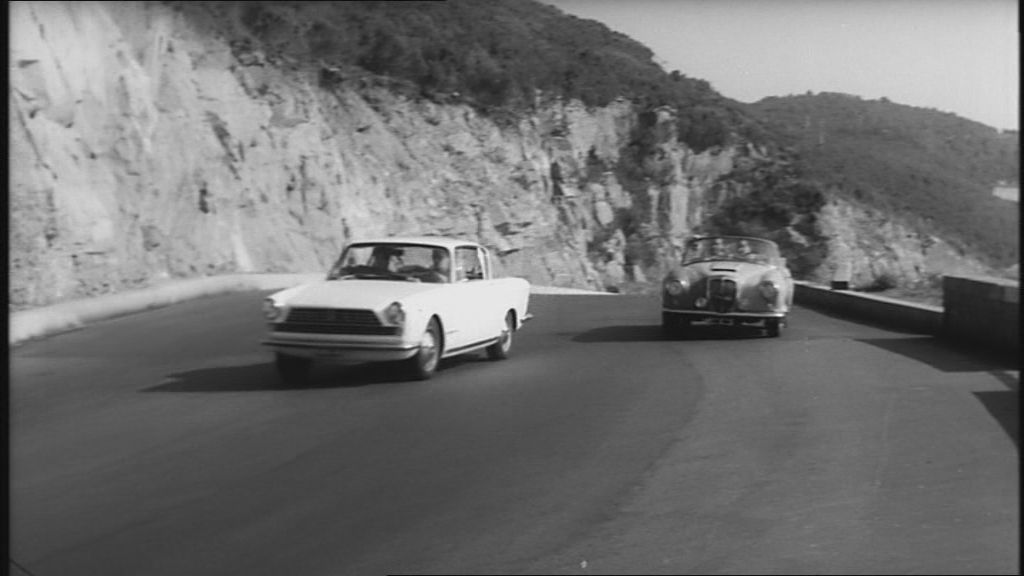
Scène uit Il sorpasso (1962)

100 film italiani da salvare  is een lijst van 100 Italiaanse films tussen 1942 en 1978 die van invloed waren op het collectieve geheugen van het land. Het project werd opgericht in 2008 door de Giornate degli Autori van het Filmfestival van Venetië, in samenwerking met Cinecittà en met de steun van het Ministerie van Cultureel Erfgoed en Activiteiten.
De lijst werd samengesteld door Fabio Ferzetti (filmcriticus van de krant Il Messaggero) in samenwerking met de regisseur Gianni Amelio en de schrijvers en filmcritici Gian Piero Brunetta, Giovanni De Luna, Gianluca Farinelli, Giovanna Grignaffini, Paolo Mereghetti, Morando Morandini, Domenico Starnone en Sergio Toffetti

## De films
In chronologische volgorde:
1. Quattro passi fra le nuvole  van Alessandro Blasetti (1942)
2. Ossessione van  Luchino Visconti (1943)
3. Roma, città aperta  van  Roberto Rossellini (1945)
4. Paisà  van Roberto Rossellini (1946)
5. Sciuscià  van  Vittorio De Sica (1946)
6. L'onorevole Angelina  van  Luigi Zampa (1947)
7. Ladri di biciclette  van  Vittorio De Sica (1948)
8. La terra trema  van  Luchino Visconti (1948)
9. Riso amaro van Giuseppe De Santis (1949)
10. La città dolente van Mario Bonnard (1949)
11. Cielo sulla palude van Augusto Genina (1949)
12. Stromboli, terra di Dio van Roberto Rossellini (1949)
13. Catene van Raffaello Matarazzo (1949)
14. Il cammino della speranza van Pietro Germi (1950)
15. Domenica d'agosto van Luciano Emmer (1950)
16. Cronaca di un amore van Michelangelo Antonioni (1950)
17. Luci del varietà van Alberto Lattuada en Federico Fellini (1950)
18. Prima comunione van Alessandro Blasetti (1950)
19. Bellissima van Luchino Visconti (1951)
20. Due soldi di speranza van Renato Castellani (1951)
21. Guardie e ladri van Stefano Vanzina en Mario Monicelli (1951)
22. Miracolo a Milano van Vittorio De Sica (1951)
23. La famiglia Passaguai van Aldo Fabrizi (1951)
24. Umberto D. van Vittorio De Sica (1952)
25. Europa '51 van Roberto Rossellini (1952)
26. Lo sceicco bianco van Federico Fellini (1952)
27. Totò a colori van Steno (1952)
28. Le Petit Monde de don Camillo van Julien Duvivier (1952)
29. Pane, amore e fantasia van Luigi Comencini (1953)
30. I vitelloni van Federico Fellini (1953)
31. Napoletani a Milano van Eduardo De Filippo (1953)
32. Febbre di vivere van Claudio Gora (1953)
33. La provinciale  van Mario Soldati (1953)
34. Carosello napoletano  van Ettore Giannini (1953)
35. Il sole negli occhi  van Antonio Pietrangeli (1953)
36. La spiaggia  van Alberto Lattuada (1954)
37. L'oro di Napoli  van  Vittorio De Sica (1954)
38. Un americano a Roma  van  Steno (1954)
39. L'arte di arrangiarsi  van  Luigi Zampa (1954)
40. Senso  van  Luchino Visconti (1954)
41. La strada  van  Federico Fellini (1954)
42. Una donna libera  van  Vittorio Cottafavi (1954)
43. Gli sbandati van  Francesco Maselli (1955)
44. Un eroe dei nostri tempi  van  Mario Monicelli (1955)
45. Poveri ma belli  van  Dino Risi (1956)
46. Il grido  van Michelangelo Antonioni (1957)
47. Le notti di Cabiria van  Federico Fellini (1957)
48. I soliti ignoti  van  Mario Monicelli (1958)
49. Arrangiatevi!  van Mauro Bolognini (1959)
50. La grande guerra  van Mario Monicelli (1959)
51. I magliari  van  Francesco Rosi (1959)
52. Tutti a casa  van Luigi Comencini (1960)
53. La dolce vita  van  Federico Fellini (1960)
54. Rocco e i suoi fratelli  van  Luchino Visconti (1960)
55. La ragazza con la valigia  van  Valerio Zurlini (1960)
56. La lunga notte del '43  van  Florestano Vancini (1960)
57. Il bell'Antonio van  Mauro Bolognini (1960)
58. Una vita difficile  van Dino Risi (1961)
59. Divorzio all'italiana  van  Pietro Germi (1961)
60. Il posto  van  Ermanno Olmi (1961)
61. Accattone  van  Pier Paolo Pasolini (1961)
62. Leoni al sole  van  Vittorio Caprioli (1961)
63. Il sorpasso van Dino Risi (1962)
64. Salvatore Giuliano  van Francesco Rosi (1962)
65. L'eclisse  van  Michelangelo Antonioni (1962)
66. Mafioso  van  Alberto Lattuada (1962)
67. I mostri  van  Dino Risi (1963)
68. Le mani sulla città van Francesco Rosi (1963)
69. Otto e mezzo  van  Federico Fellini (1963)
70. Il Gattopardo  van  Luchino Visconti (1963)
71. La donna scimmia van  Marco Ferreri (1963)
72. Chi lavora è perduto d van Tinto Brass (1963)
73. La vita agra  van  Carlo Lizzani (1964)
74. I pugni in tasca van Marco Bellocchio (1965)
75. Io la conoscevo bene  van  Antonio Pietrangeli (1965)
76. Comizi d'amore  van Pier Paolo Pasolini (1965)
77. Signore & signori  van  Pietro Germi (1966)
78. Uccellacci e uccellini  van Pier Paolo Pasolini (1966)
79. La battaglia di Algeri  van  Gillo Pontecorvo (1966)
80. La Cina è vicina  van  Marco Bellocchio (1967)
81. Dillinger è morto  van  Marco Ferreri (1968)
82. Banditi a Milano  van  Carlo Lizzani (1968)
83. Il medico della mutua  van  Luigi Zampa (1968)
84. Indagine su un cittadino al di sopra di ogni sospetto  van  Elio Petri (1970)
85. Il conformista  van  Bernardo Bertolucci (1970)
86. L'udienza  van  Marco Ferreri (1971)
87. Diario di un maestro  van  Vittorio De Seta (1972)
88. Il caso Mattei  van Francesco Rosi (1972)
89. Lo scopone scientifico  van  Luigi Comencini (1972)
90. Nel nome del padre  van  Marco Bellocchio (1972)
91. Amarcord  van  Federico Fellini (1974)
92. C'eravamo tanto amati  van  Ettore Scola (1974)
93. Pane e cioccolata van Franco Brusati (1974)
94. Fantozzi van Luciano Salce (1975)
95. 1900 van  Bernardo Bertolucci (1976)
96. Cadaveri eccellenti van Francesco Rosi (1976)
97. Una giornata particolare van Ettore Scola (1977)
98. Un borghese piccolo piccolo  van  Mario Monicelli (1977)
99. Padre padrone van Paolo  en Vittorio Taviani (1977)
100. L'albero degli zoccoli  van  Ermanno Olmi (1978)